# Bradinopyga saintjohanni
Bradinopyga saintjohanni là loài chuồn chuồn trong họ Libellulidae. Loài này được Baijal & Agarwal mô tả khoa học đầu tiên năm 1956.